# Пайк (округ, Кентуккі)
Шаблон:StateAbbr_ 37°28′08″ пн. ш. 82°23′45″ зх. д. / 37.46902° пн. ш. 82.39587° зх. д.
Округ  Пайк (англ. Pike County) — округ (графство) у штаті  Кентуккі, США. Ідентифікатор округу 21195.

## Історія
Округ утворений 1821 року.

## Демографія
За даними перепису 
2000 року 
загальне населення округу становило 68736 осіб, зокрема міського населення було 6166, а сільського — 62570.
Серед мешканців округу чоловіків було 33572, а жінок — 35164. В окрузі було 27612 домогосподарства, 20364 родин, які мешкали в 30923 будинках.
Середній розмір родини становив 2,9.
Віковий розподіл населення поданий у таблиці:
| Стать    | До 15 років | 15-21 | 22-29 | 30-39 | 40-49 | 50-65 | 65-85 | Понад 85 |
| -------- | ----------- | ----- | ----- | ----- | ----- | ----- | ----- | -------- |
| Чоловіки | 6940        | 3406  | 3605  | 4953  | 5514  | 5748  | 3230  | 176      |
| Жінки    | 6322        | 3156  | 3806  | 5239  | 5684  | 5915  | 4484  | 558      |

## Суміжні округи
- Мартін — північ
- Мінґо, Західна Вірджинія — схід
- Б'юкенан, Вірджинія — південний схід
- Дікенсон, Вірджинія — південь
- Вайз, Вірджинія — південь
- Летчер — південний захід
- Нотт — південний захід
- Флойд — захід

## Виноски
1. ↑  U.S. Decennial Census. United States Census Bureau. Архів оригіналу за 4 квітня 2018. Процитовано 19 серпня 2014.
2. ↑  Historical Census Browser. University of Virginia Library. Архів оригіналу за 11 серпня 2012. Процитовано 19 серпня 2014.
3. ↑  Population of Counties by Decennial Census: 1900 to 1990. United States Census Bureau. Архів оригіналу за 13 жовтня 2014. Процитовано 19 серпня 2014.
4. ↑  Census 2000 PHC-T-4. Ranking Tables for Counties: 1990 and 2000 (PDF). United States Census Bureau. Архів оригіналу (PDF) за 18 грудня 2014. Процитовано 19 серпня 2014.
5. ↑  State & County QuickFacts. United States Census Bureau. Архів оригіналу за 16 липня 2011. Процитовано 6 березня 2014.(англ.) Наведено за англійською вікіпедією.
6. ↑  American FactFinder. Бюро перепису населення США. Архів оригіналу за 26 лютого 2012. Процитовано 31 січня 2008.

| США | Це незавершена стаття з географії США. Ви можете допомогти проєкту, виправивши або дописавши її. |